# Pretenders (альбом)
Pretenders — дебютный студийный альбом британо-американской группы The Pretenders, выпущенный 7 января 1980 года на лейбле Real Records в Великобритании и 27 декабря 1979 года на Sire Records в США. Сочетание рока, панка и поп-музыки сделало группу известной. В альбом вошли синглы «Stop Your Sobbing», «Kid» и «Brass in Pocket».
Первый сингл Pretenders, «Stop Your Sobbing», продюсировал Ник Лоу, который в дальнейшем решил сотрудничество не продолжать, поскольку посчитал группу бесперспективной. В последующих записях роль продюсера взял на себя Крис Томас.

## Варианты издания
В первую же неделю после своего появления в продаже «Pretenders» дебютировал на вершине UK Albums Chart, диск оставался там четыре недели подряд. Он также вошёл в десятку лучших в Billboard Top LPs & Tape и был сертифицирован RIAA в 1982 году как платиновый диск.
В 2006 году состоялось ремастированное переиздание пластинки, которое включало дополнительный диск с демо, би-сайдами и концертными версиями песен, многие из которых ранее не издавались. Такие композиции как «Cuban Slide» и «Porcelain» изначально появлялись как би-сайды «Talk of the Town» и «Message of Love», в то время как «Swinging London» и «Nervous But Shy» фигурировали на оборотной стороне «Brass in Pocket». Демозапись «Stop Your Sobbing», созданная в Риджентс-парке, в мае 1981 года была выпущена как флекси-сингл в виде приложения к журналу Flexipop. Треки «Message of Love», «Talk of the Town», «Porcelain» и «Cuban Slide» вместе с концертной версией вступительного трека альбома «Precious» ранее были доступны на мини-альбоме Extended Play изданном вскоре после выхода этого лонгплея в 1981 году.
«Pretenders» был также переиздан в 2009 году компанией Audio Fidelity как аудиофильский компакт-диск ограниченным тиражом с использованием оригинальных мастер-лент. Однако этот ремастер пострадал после создания Стивом Хоффманом цифровой мастер-копии, одобренной для тиражирования компакт-дисков из-за несанкционированного, сильного сжатия динамического диапазона. Так, в этой редакции, в песне «The Phone Call» отсутствуют телефонные эффекты, потому что эти эффекты были наложены после того, как мастер-копия этой песни уже была создана, и, как следствие, не были на исходной мастер-ленте. В этом издании отсутствовали бонус-треки.
Укороченная версия, записанной в ходе сессий 1978 года, песни «Tequila» почти 15 лет спустя появилась на Last of the Independents. В «Saber Dance» Крисси Хайнд поёт отрывки из «Stop Your Sobbing» на фоне длинных соло Джеймса Ханиман-Скотта и Мартина Чемберса, формируя таким образом уникальный мэшап.

## Значение
В 1989 году журнал Rolling Stone поставил Pretenders на 20-е место среди лучших альбомов 1980-х. В 2012 году журнал Slant Magazine поместил Pretenders под номером 64 в своём списке лучших альбомов 1980-х годов.
Американский телеканал VH1 назвал Pretenders одним из лучших альбомов всех времён, выделив ему 52-е место. В 2003 году журнал Rolling Stone поставил альбом на 155-е место в своём списке 500 величайших альбомов всех времён, сохранив рейтинг в пересмотренном списке 2012 года. В обновлённом списке Rolling Stone 2020 года альбом поместили на 152-е место.

## Список композиций
Слова и музыка всех песен — написаны Крисси Хайнд, за исключением отмеченных.
| №  | Название                                      | Автор(ы)                          | Длительность |
| -- | --------------------------------------------- | --------------------------------- | ------------ |
| 1. | «Precious»                                    |                                   | 3:36         |
| 2. | «The Phone Call»                              |                                   | 2:29         |
| 3. | «Up the Neck»                                 |                                   | 4:27         |
| 4. | «Tattooed Love Boys»                          |                                   | 2:59         |
| 5. | «Space Invader» (инструментальная композиция) | Пит Фарндон, Джеймс Ханиман-Скотт | 3:26         |
| 6. | «The Wait»                                    | Хайнд, Фарндон                    | 3:35         |
| 7. | «Stop Your Sobbing»                           | Рей Дэвис                         | 2:38         |

| №  | Название              | Автор(ы)             | Длительность |
| -- | --------------------- | -------------------- | ------------ |
| 1. | «Kid»                 |                      | 3:06         |
| 2. | «Private Life»        |                      | 6:25         |
| 3. | «Brass in Pocket»     | Ханиман-Скотт, Хайнд | 3:04         |
| 4. | «Lovers of Today»     |                      | 5:51         |
| 5. | «Mystery Achievement» |                      | 5:23         |

| №   | Название                                                                                                 | Автор(ы)                                      | Длительность |
| --- | --- | --------------------------------------------- | ------------ |
| 1.  | «Cuban Slide»                                                                                            | Хайнд, Ханиман-Скотт                          | 4:33         |
| 2.  | «Porcelain»                                                                                              |                                               | 3:54         |
| 3.  | «The Phone Call» (демо-запись, конец 1977 года)                                                          |                                               | 2:22         |
| 4.  | «The Wait» (демо-запись в Regents Park, 12 апреля 1978)                                                  | Хайнд, Фарндон                                | 3:08         |
| 5.  | «I Can’t Control Myself» (демо-запись в Regents Park, 12 апреля 1978)                                    | Редж Пресли                                   | 4:24         |
| 6.  | «Swinging London»                                                                                        | Хайнд, Ханиман-Скотт, Фарндон, Мартин Чемберс | 1:55         |
| 7.  | «Brass in Pocket» (демо-запись в AIR Studios, 6 февраля 1978)                                            | Ханиман-Скотт, Хайнд                          | 3:48         |
| 8.  | «Kid» (демо-запись в Olympic Studios, 7 декабря 1978)                                                    |                                               | 4:04         |
| 9.  | «Stop Your Sobbing» (демо-запись в Regents Park, 12 апреля 1978)                                         | Редж Пресли                                   | 2:22         |
| 10. | «Tequila» (демо-запись в Regents Park, 12 апреля 1978)                                                   |                                               | 5:22         |
| 11. | «Nervous but Shy»                                                                                        | Хайнд, Ханиман-Скотт, Фарндон, Чемберс        | 1:45         |
| 12. | «I Need Somebody» (концертная запись в The Kid Jensen Show, BBC Radio 1, трансляция от 17 июля 1979)     | Руди Мартинес                                 | 4:04         |
| 13. | «Mystery Achievement» (концертная запись в The Kid Jensen Show, BBC Radio 1, трансляция от 17 июля 1979) |                                               | 4:54         |
| 14. | «Precious» (концертная запись в Paradise Theatre, Бостон, 23 марта 1980)                                 |                                               | 3:26         |
| 15. | «Tattooed Love Boys» (концертная запись в Paradise Theatre, Бостон, 23 марта 1980)                       |                                               | 3:06         |
| 16. | «Sabre Dance» (концертная запись в Marquee Club, Лондон, 2 апреля 1979)                                  | Арам Хачатурян                                | 3:50         |

## Участники записи
The Pretenders:
- Крисси Хайнд — ведущий вокал, ритм-гитара, бэк-вокал (кроме песни 5 на CD1);
- Джеймс Ханиман-Скотт[англ.] — соло-гитара, клавишные, бэк-вокал;
- Пит Фарндон[англ.] — бас-гитара, бэк-вокал;
- Мартин Чемберс[англ.] — барабаны, перкуссия, бэк-вокал.

Приглашённые музыканты:
- Фред Берк — бас-гитара (CD2: в песне 3);
- Джефф Брайант — валторна;
- Генри Лоутер[англ.] — труба;
- Джерри Маккельдафф — ударные (CD1: в песне 7; CD2: в песнях 4, 5, 7, 9, 10);
- Крис Мерсер — саксофон;
- Найджел Пеграм[англ.] — ударные (CD2: в песне 3);
- Крис Томас — клавишные, звуковые эффекты;
- Джим Уилсон — труба.

Технический персонал:
- Ник Лоу — музыкальный продюсер (CD1: в песне 7);
- Крис Томас — музыкальный продюсер;
- Билл Прайс[англ.] — звукорежиссёр;
- Кевин Хьюз — дизайн;
- Чалки Дэвис — фотография на обложке.

## Положение в хит-парадах и уровни продаж
| Хит-парад (1980)                 | Высшая позиция |
| -------------------------------- | -------------- |
| Австралия (Kent Music Report)    | 6              |
| Великобритания (UK Albums Chart) | 1              |
| Нидерланды (Album Top 100)       | 14             |
| Новая Зеландия (RMNZ)            | 2              |
| Норвегия (VG-lista)              | 24             |
| США (Billboard Top LPs & Tape)   | 9              |
| Швеция (Sverigetopplistan)       | 2              |

| Хит-парад (1980)                   | Позиция |
| ---------------------------------- | ------- |
| Великобритания (Gallup Poll)       | 3       |
| Канада (RPM Year-End)              | 16      |
| США (Billboard Top Popular Albums) | 19      |

| Регион | Сертификация | Продажи    |
| --- | ------------ | ---------- |
| Бельгия (BEA) | Золотой      | 25 000*    |
| Великобритания (BPI) | Золотой      | 100 000^   |
| Нидерланды (NVPI) | Золотой      | 50 000^    |
| Новая Зеландия (RMNZ) | Золотой      | 7500^      |
| США (RIAA) | Платиновый   | 1 000 000^ |
| * Данные о продажах приведены только на основе сертификации. ^ Данные о тиражах приведены только на основе сертификации. |              |            |